# Federico Augusto I (re di Sassonia)
Federico Augusto I di Sassonia (Dresda, 23 dicembre 1750 – Dresda, 5 maggio 1827) fu il primo re di Sassonia dal 1805 al 1827.
Fu elettore di Sassonia con il nome di Federico Augusto III (1763-1805) e Duca di Varsavia con il nome di Federico Augusto I (1807-1813).
Succedendo al padre nel 1763 come elettore Federico Augusto III, portò ordine ed efficienza nelle finanze e nell'amministrazione del suo Stato. In politica estera fu neutrale, ma si schierò diverse volte al fianco della Prussia, prendendone le parti nella Guerra di successione bavarese (1778–79) e pretendendo la cessione della Baviera all'Austria. Per la sua cooperazione ricevette notevoli compensazioni finanziarie dalla Prussia. Nel 1785 aderì alla Fürstenbund (Lega dei Principi) sponsorizzata dalla Prussia, ma rimase neutrale durante la disputa austro-prussiana del 1790. Nel 1791 gli venne offerta la corona polacca, ma declinò l'offerta ritenendo che la sua politica avrebbe potuto danneggiare lo Stato polacco, già indebolito. L'anno successivo la Sassonia, riluttante, aderì a una coalizione contro la Francia rivoluzionaria, sconfitta nel 1796.
Schierandosi nuovamente al fianco della Prussia nel 1806, dopo la sconfitta decisiva di Jena in quello stesso anno, Federico Augusto fece pace con Napoleone, che gli assicurò il titolo di re di Sassonia. L'anno successivo Bonaparte gli assicurò anche il Granducato di Varsavia. Federico Augusto rimase un alleato leale della Francia anche dopo la disastrosa Campagna di Russia del 1812-13. Pur a malincuore iniziò i negoziati con l'Austria, ma li interruppe con la vittoria dei francesi a Lützen (maggio 1813). Nella Battaglia di Lipsia (ottobre 1813) le sue truppe si arresero ed egli venne preso prigioniero. Al Congresso di Vienna del 1815 Federico Augusto perse tre quinti del suo territorio a favore della Prussia e passò il resto della sua vita a riabilitare il suo Stato.
Durante la sua attività politica Federico Augusto tentò di ricreare lo Stato polacco, ma venne bloccato infine dalla spartizione della Polonia del 1795.
Fu l'amico di Gotthold Ephraim Lessing (1729–1781), Johann Joachim Christoph Bode (1730–1793), massone, musicista, giornalista, traduttore, editore delle opere di Johann Wolfgang von Goethe e di Johann Gottfried von Herder, che lo fece entrare nella massoneria e fra gli Illuminati.

## Biografia

### Infanzia
Federico Augusto era il secondo figlio (ma il primo sopravvissuto) di Federico Cristiano, elettore di Sassonia e di Maria Antonia di Baviera. Dal momento che alla morte di suo padre nel 1763 egli si trovava ancora nella condizione di essere minorenne, sua madre gli fu reggente sino al 1768 assieme al fratello minore di suo padre, il principe Francesco Saverio.

### Rinuncia ai diritti sul trono polacco
Nel 1765 il principe Francesco Saverio cedette il trono polacco a Stanislao II Augusto per via della minore età del principe elettore, pur conservando Federico Augusto la possibilità di succedergli quando la costituzione polacca venne rettificata dal parlamento (Sejm). Federico Augusto, con la morte di Stanislao II Augusto nel 1798, preferì declinare l'offerta della corona perché temeva di ritrovarsi nel bel mezzo delle dispute tra Austria, Prussia e Russia che avevano iniziato la partizione della Polonia dal 1772.

### Politica estera sino alla dissoluzione del Sacro Romano Impero

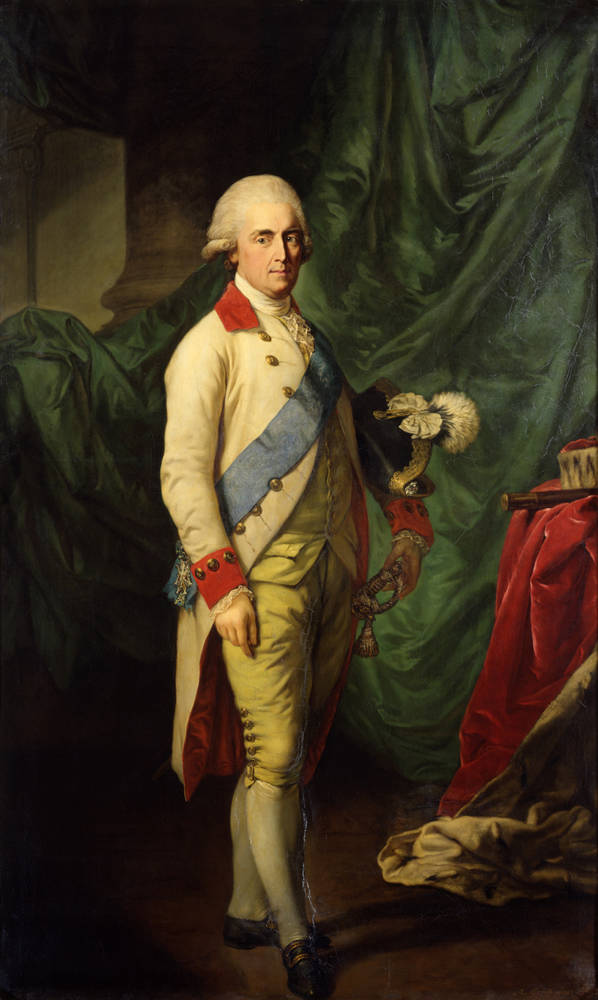
Federico Augusto nel 1795

Nell'agosto del 1791 Federico Augusto si incontrò con l'imperatore Leopoldo II e con re Federico Guglielmo II di Prussia al Castello di Pillnitz, incontro che aveva come tema centrale l'offrire aiuto alla Francia in vista dell'ondata rivoluzionaria che l'aveva colpita e nell'interesse di tutte le monarchie europee. La Dichiarazione di Pillnitz prevedeva la possibilità di azioni militari contro il governo rivoluzionario della Francia, fatto che avvenne nell'aprile del 1792 quando la Francia dichiarò guerra all'Austria.
Federico Augusto, personalmente, non siglò la dichiarazione dal momento che la Sassonia non era intenzionata ad avere a che fare con l'alleanza difensiva contro la Francia formata da Austria e Prussia. La proclamazione del Reichstag del Sacro Romano Impero convocato nel marzo del 1793 obbligò Federico Augusto a fare una scelta. Nell'aprile del 1795 la Prussia concluse improvvisamente una pace separata con la Francia per facilitare la partizione della Polonia. La Sassonia uscì quindi dalla coalizione contro la Francia nell'agosto del 1796 dopo che la Francia aveva iniziato ad avanzare a est nelle terre tedesche.
Sia l'accordo di pace siglato con la Francia sia la partecipazione della Sassonia al Secondo Congresso di Rastadt nel 1797 servirono a dimostrare la lealtà di Federico Augusto ai principi costituzionali del Sacro Romano Impero. Il congresso di Rastadt era stato del resto convocato per autorizzare la resa dell'area degli Stati della riva sinistra del Reno alla Francia in cambio di compensazione per quei governanti che avessero ceduto i loro territorio. La Sassonia si rifiutò di accordarsi favorevolmente sulle partizioni territoriali che andarono a vantaggio di Baviera, Prussia e Baden.

### Politica estera sino alla pace con Napoleone
Federico Augusto non prese parte alla creazione della Confederazione del Reno che portò alla dissoluzione finale del Sacro Romano Impero. Pur con rispetto per l'impero settentrionale che la Prussia voleva condurre in Germania, nel quale si presumeva che la Sassonia sarebbe stata elevata al rango di regno, egli rimase riservato. Quando Napoleone avanzò in Turingia dopo il settembre del 1806 in risposta all'Ultimatum di Berlino che chiedeva il ritiro delle truppe francesi dalla riva sinistra del Reno, Federico Augusto si schierò con la Prussia. Alla Battaglia di Jena-Auerstedt nel 1806 le truppe prusso-sassoni subirono una pesante sconfitta per mano di Napoleone. Separato e lasciato senza informazioni dalla Prussia, Federico Augusto venne costretto a concludere una pace. L'11 dicembre 1806 a Poznań venne siglato un trattato tra i rappresentanti di entrambe le parti. La Sassonia venne costretta ad aderire alla Confederazione del Reno e dovette cedere le aree che possedeva in Turingia al recentemente organizzato Regno di Vestfalia. Come compensanzione la Sassonia ottenne l'area attorno a Cottbus e venne elevata allo status di regno assieme agli altri stati confederati di Baviera e Württemberg.

### Re di Sassonia e duca di Varsavia

#### Elevazione al governo sassone-polacco
Federico Augusto venne proclamato re di Sassonia il 20 dicembre 1806. Dopo il Trattato di Tilsit, nel quale Federico Guglielmo III di Prussia e lo zar Alessandro I di Russia conclusero la pace con Napoleone nel luglio del 1807, Federico Augusto venne nominato anche duca di Varsavia. Pur avendo già rifiutato la corona di Polonia nel 1795, non poteva rifiutare un titolo polacco per la seconda volta.
La Costituzione del ducato di Varsavia, che Napoleone dettò alla Sassonia, unì ereditariamente il duca di Varsavia alla casata reale di Sassonia nel suo art. V, che era legato alla costituzione polacca del 1791. Geopoliticamente il ducato di Varsavia comprendeva le aree della seconda e terza partizione prussiana (1795), con l'eccezione della città di Danzica, che venne proclamata Città Libera sotto il protettorato franco-sassone, e il distretto attorno alla città di Białystok, concesso alla Russia. L'area sotto il controllo prussiano andò a costituire le province della Prussia nord-orientale, Prussia meridionale, Nuova Slesia e Prussia occidentale. Inoltre al nuovo Stato venne concessa l'area presso il fiume Noteć e la "Terra di Chełmno".
In totale il ducato aveva un'area di 104.000 km², con una popolazione di circa 2.600.000 abitanti, di cui gran parte polacchi.
Nel 1809 l'Austria venne sconfitta dalle truppe polacco-sassoni dopo che tentò di impossessarsi del ducato e per questo dovette cedere allo Stato di Varsavia anche le regioni ottenute dopo il 1795, tra cui l'antica città reale di Cracovia. Nel luglio del 1812 Federico Augusto ratificò la proclamazione del parlamento polacco che restaurò il regno di Polonia, incontrando l'opposizione di Napoleone.

#### Eventi durante la guerra di Liberazione

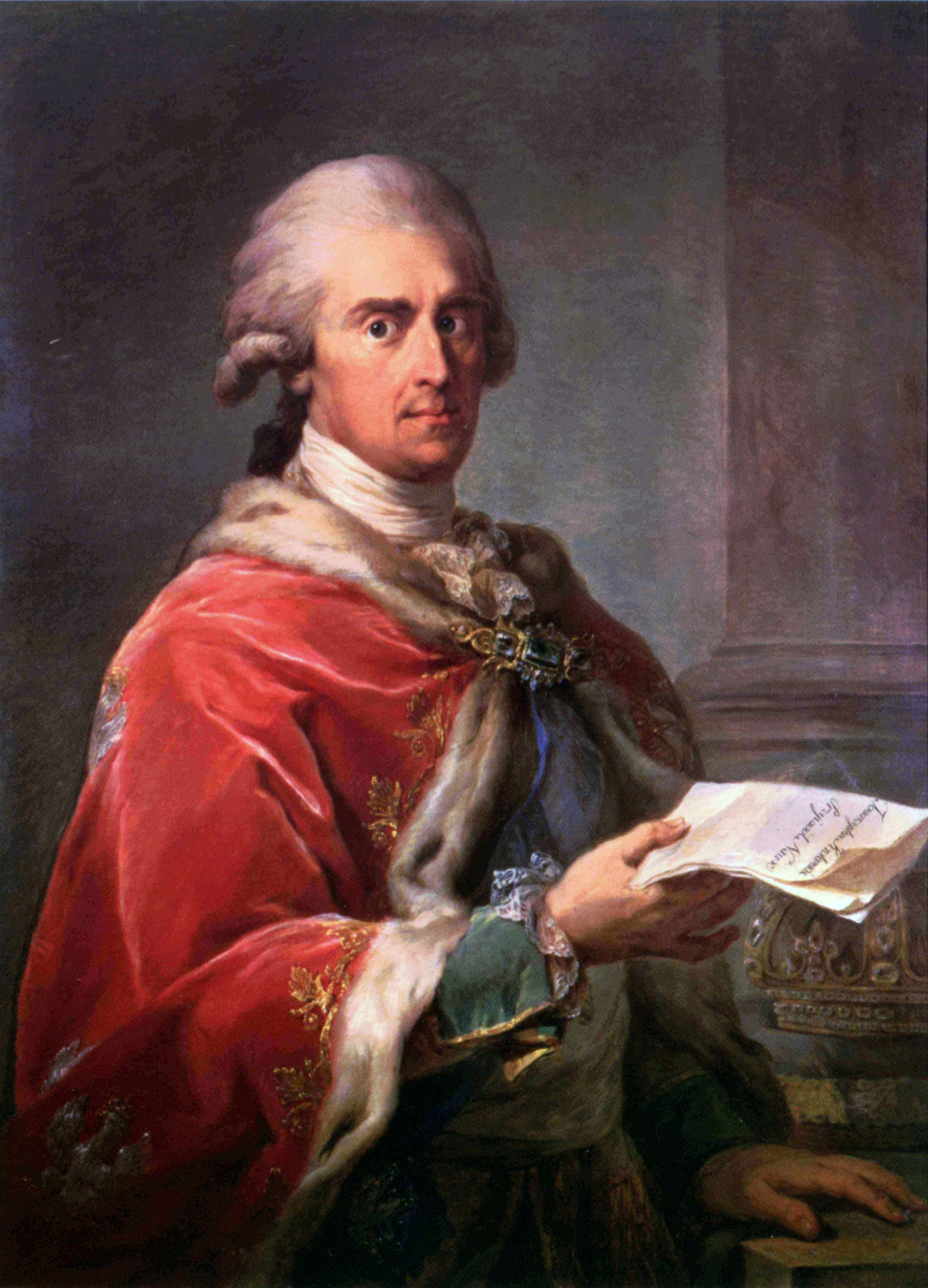
Federico Augusto in un ritratto di Marcello Bacciarelli.

Nel 1813, durante la guerra di liberazione, la Sassonia si trovò in una situazione molto più pericolosa di molti altri stati. Il paese continuava a essere saldamente controllato da Napoleone, ma allo stesso tempo era l'arena centrale della guerra. Nell'autunno del 1813, all'inizio della Battaglia di Lipsia, la popolazione locale della Sassonia, che aveva raggiunto i due milioni, vide milioni di soldati popolare i suoi territori. Napoleone iniziò apertamente a considerare la Sassonia come territorio nemico nella speranza che Federico Augusto potesse cambiare idea di fronte al suo atteggiamento. La stanza dei bottoni di Federico Augusto appariva quindi fortemente limitata anche se non era intenzionato a compromettere il bene del suo paese per una politica frivola, pur non potendo ignorare come la Prussia l'avesse abbandonato nel 1806 di fronte alle difficoltà.
In questa difficile situazione il re tentò di inserirsi con cautela nell'alleanza della sesta coalizione nel 1813 senza rischiare una rottura pubblica con Napoleone e quindi una dichiarazione di guerra aperta. Quando le truppe russe e prussiane entrarono in Sassonia nella primavera successiva, il re dapprima si spostò a sud per evitare scontri diretti e proseguì segretamente un'alleanza con l'Austria da Ratisbona. Il patto austro-sassone venne concluso il 20 aprile e il re lo comunicò agli alleati prussiani e russi. Napoleone convocò immediatamente il re in Sassonia dopo la sconfitta delle truppe russo-prussiane a Lützen il 2 maggio di quello stesso anno. Federico Augusto decise, con la sconfitta degli austro-prussiani da un lato e la solidità dei domini francesi dall'altro, di cambiare ancora una volta bandiera non avendo altra scelta.
Alla fine di agosto di quello stesso anno gli alleati vennero nuovamente sconfitti da Napoleone nella Battaglia di Dresda. Nel frattempo la Sassonia divenne la principale arena di guerra e Dresda il centro nevralgico dei movimenti delle armate francesi. Quando il 9 settembre a Teplice (attuale Repubblica Ceca) l'Austria concluse la sua alleanza con Prussia e Russia, le prime defezioni vennero proprio dall'esercito sassone, ancora formalmente alleato di Napoleone.
Pur considerando le condizioni imposte dalla Prussia e l'atteggiamento tentennante dell'Austria, Federico Augusto decise di non rompere subito con Napoleone. Alla Battaglia di Lipsia i sassoni combatterono infatti ancora al fianco di Napoleone sebbene in vista della sconfitta molte forze passarono dalla parte opposta.

#### Sistemazione dello stato al Congresso di Vienna
Alle deliberazioni del Congresso di Vienna del 1814/1815 la posizione di Federico Augusto divenne particolarmente complessa a causa della posizione geografica del suo paese, per i suoi continui cambi di coalizione, per la mancata assistenza all'Austria che tirava le fila del congresso e per le sue attitudini esitanti. L'Alleanza russo-prussiana non aveva mai avuto l'intenzione di premiare eccessivamente il ruolo della Sassonia nella guerra, e soprattutto la Russia aveva la concezione che il ducato polacco dovesse essere concepito come una sorta di protettorato dell'Impero russo. L'appetito della Prussia era invece rivolto direttamente alla Sassonia di cui anelava da tempo annettere il territorio, economicamente e culturalmente più avanzato del proprio, sin dal tempo del testamento politico di Federico II nel 1752 che aveva tentato di realizzare questo sogno con la guerra dei sette anni.
Dopo la Battaglia di Lipsia l'alleanza russo-prussiana aveva mostrato interesse nell'allearsi con la Sassonia contro Napoleone che era sentito come un pericolo comune.
Come punizione per avere sostenuto almeno in parte la causa napoleonica a Federico Augusto non venne concesso di prendere parte al Congresso di Vienna. La Sassonia si trovava quindi in una posizione piuttosto complessa, anche se non venne completamente abbandonata dal momento che sia Austria che Francia temevano che la Prussia potesse prendere troppo piede in Germania. Dal momento che la questione sassone era ormai divenuta un punto focale del Congresso, gli alleati alla fine si accordarono per dividere la Sassonia (7 gennaio 1815) sotto la mediazione dello zar.

#### Accettazione delle condizioni successive al Congresso
Federico Augusto apprese della divisione del suo Paese dopo il rilascio dalla prigione prussiana dove era detenuto, nel febbraio del 1815. Dal momento che il re non aveva avuto scelta il 18 maggio siglò il trattato di pace con Prussia e Russia. Con la sigla del trattato il 21 maggio 1815, il 57% del territorio e il 42% della popolazione sassone passarono alla Prussia.
Aree e luoghi connessi al paesaggio sassone da centinaia di anni, divennero completamente estranee allo Stato, assorbite in nuove regioni amministrative. Wittenberg, per esempio, l'antica capitale dell'Elettorato di Sassonia durante il Sacro Romano Impero, e sede dell'università di stato resa famosa per Martin Lutero e Melantone e Torgau, luogo di nascita e residenza dell'elettore Federico il Saggio, vennero incorporate alla Prussia nell'ibrida Provincia di Sassonia. La Bassa Lusazia, che come l'Alta Lusazia aveva preservato la propria autonomia costituzionale sotto il governo sassone, venne incorporata nella Provincia di Brandeburgo e cessò di esistere come stato. L'Alta Lusazia venne arbitrariamente divisa: l'area assegnata alla Prussia, tra cui Görlitz, venne aggiunta alla Provincia della Slesia, perdendo così la propria autonomia costituzionale.
Il 22 maggio 1815 Federico Augusto abdicò anche come duca di Varsavia, i cui territori vennero perlopiù annessi dalla Russia, ma in parte anche dalla Prussia e dall'Austria. Nell'area assegnata alla Russia, venne creato un nuovo Regno di Polonia, assegnato però in via ereditaria agli zar. L'antica città reale di Cracovia non apparteneva però al nuovo regno e divenne una repubblica separata. L'autonomia interna venne abolita definitivamente nel 1831 con la Rivolta di novembre.

### Re di Sassonia

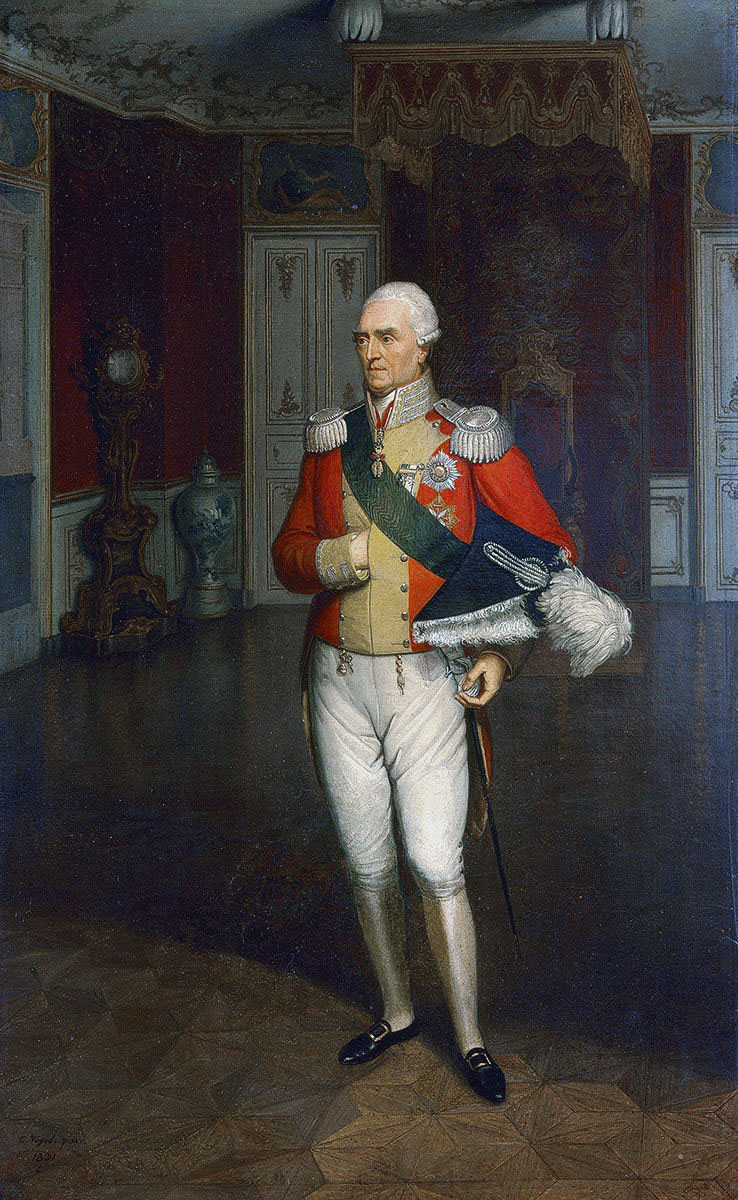
Federico Augusto ritratto da Carl Christian Vogel von Vogelstein nel 1831

#### Ritorno tra i Sassoni
Quando Federico Augusto fece ritorno in Sassonia nel luglio del 1815, venne accolto in maniera entusiasta in tutto il paese. Numerose espressioni di lealtà raggiunsero il re anche dai territori forzosamente ceduti, dove la popolazione rispettava freddamente i nuovi governanti. Nella provincia di Liège dove la maggioranza dei reggimenti dell'esercito sassone erano rimasti dall'inizio del 1815, vi fu una rivolta sulla fine di aprile di quell'anno e il generale prussiano Blücher venne chiamato a sedare la situazione ma senza successo.
L'opinione pubblica in Sassonia era decisamente schierata con Federico Augusto ed era idea comune che la Prussia si fosse comportata in maniera irrispettosa nei confronti sia della Sassonia che del suo sovrano.

#### Ultimi anni e morte
Gli ultimi dodici anni del governo di Federico Augusto furono perlopiù tranquilli. Il carattere conservatore del sovrano, che dal 1806 aveva pensato a garantire solo il bene del suo paese, malgrado l'avere sperimentato in prima persona l'egemonia napoleonica. Alla sua morte nel 1827 poco era cambiato della costituzione dello Stato. E pur essendosi meritato il soprannome di "il Giusto", gran parte della ricostruzione della moderna Sassonia si dovette a suo fratello e successore, Antonio.
Federico Augusto venne interrato nella cripta della Chiesa di Corte (Hofkirche), l'attuale cattedrale cattolica di Dresda.

## Matrimonio
Nel 1769 Federico Augusto sposò la contessa palatina Maria Amalia Augusta di Zweibrücken-Birkenfeld, da cui ebbe quattro figli di cui solo una figlia raggiunse la maggiore età, la principessa Maria Augusta di Sassonia (1782-1863).

## Ascendenza
|                                |                                     |                                              | Genitori                                    |  |  | Nonni |  |  | Bisnonni              |  |  | Trisnonni                        |  |
|                                |                                     |                                              |                                             |  |  |       |  |  | Augusto II di Polonia |  |  | Giovanni Giorgio III di Sassonia |  |
|                                |                                     |                                              |                                             |  |  |       |  |  | Augusto II di Polonia |  |  | Giovanni Giorgio III di Sassonia |  |
|                                |                                     | Anna Sofia di Danimarca                      |                                             |  |  |       |  |  | Augusto II di Polonia |  |  |                                  |  |
| Augusto III di Polonia         |                                     |                                              |                                             |  |  |       |  |  | Augusto II di Polonia |  |  |                                  |  |
|                                |                                     | Cristiana Eberardina di Brandeburgo-Bayreuth | Cristiano Ernesto di Brandeburgo-Bayreuth   |  |  |       |  |  |                       |  |  |                                  |  |
|                                |                                     | Cristiana Eberardina di Brandeburgo-Bayreuth | Cristiano Ernesto di Brandeburgo-Bayreuth   |  |  |       |  |  |                       |  |  |                                  |  |
|                                |                                     | Cristiana Eberardina di Brandeburgo-Bayreuth | Sofia Luisa di Württemberg                  |  |  |       |  |  |                       |  |  |                                  |  |
| Federico Cristiano di Sassonia |                                     | Cristiana Eberardina di Brandeburgo-Bayreuth |                                             |  |  |       |  |  |                       |  |  |                                  |  |
|                                |                                     | Giuseppe I d'Asburgo                         | Leopoldo I d'Asburgo                        |  |  |       |  |  |                       |  |  |                                  |  |
|                                |                                     | Giuseppe I d'Asburgo                         | Leopoldo I d'Asburgo                        |  |  |       |  |  |                       |  |  |                                  |  |
|                                |                                     | Giuseppe I d'Asburgo                         | Eleonora del Palatinato-Neuburg             |  |  |       |  |  |                       |  |  |                                  |  |
| Maria Giuseppa d'Austria       |                                     | Giuseppe I d'Asburgo                         |                                             |  |  |       |  |  |                       |  |  |                                  |  |
|                                |                                     | Guglielmina Amalia di Brunswick-Lüneburg     | Giovanni Federico di Brunswick-Lüneburg     |  |  |       |  |  |                       |  |  |                                  |  |
|                                |                                     | Guglielmina Amalia di Brunswick-Lüneburg     | Giovanni Federico di Brunswick-Lüneburg     |  |  |       |  |  |                       |  |  |                                  |  |
|                                |                                     | Guglielmina Amalia di Brunswick-Lüneburg     | Benedetta Enrichetta del Palatinato         |  |  |       |  |  |                       |  |  |                                  |  |
| Federico Augusto I di Sassonia |                                     | Guglielmina Amalia di Brunswick-Lüneburg     |                                             |  |  |       |  |  |                       |  |  |                                  |  |
|                                | Massimiliano II Emanuele di Baviera | Ferdinando Maria di Baviera                  |                                             |  |  |       |  |  |                       |  |  |                                  |  |
|                                | Massimiliano II Emanuele di Baviera | Ferdinando Maria di Baviera                  |                                             |  |  |       |  |  |                       |  |  |                                  |  |
|                                | Massimiliano II Emanuele di Baviera | Enrichetta Adelaide di Savoia                |                                             |  |  |       |  |  |                       |  |  |                                  |  |
| Carlo VII di Baviera           | Massimiliano II Emanuele di Baviera |                                              |                                             |  |  |       |  |  |                       |  |  |                                  |  |
|                                |                                     | Teresa Cunegonda Sobieska di Polonia         | Giovanni III di Polonia                     |  |  |       |  |  |                       |  |  |                                  |  |
|                                |                                     | Teresa Cunegonda Sobieska di Polonia         | Giovanni III di Polonia                     |  |  |       |  |  |                       |  |  |                                  |  |
|                                |                                     | Teresa Cunegonda Sobieska di Polonia         | Maria Casimira Luisa de la Grange d'Arquien |  |  |       |  |  |                       |  |  |                                  |  |
| Maria Antonia di Baviera       |                                     | Teresa Cunegonda Sobieska di Polonia         |                                             |  |  |       |  |  |                       |  |  |                                  |  |
|                                |                                     | Giuseppe I d'Asburgo                         | Leopoldo I d'Asburgo                        |  |  |       |  |  |                       |  |  |                                  |  |
|                                |                                     | Giuseppe I d'Asburgo                         | Leopoldo I d'Asburgo                        |  |  |       |  |  |                       |  |  |                                  |  |
|                                |                                     | Giuseppe I d'Asburgo                         | Eleonora del Palatinato-Neuburg             |  |  |       |  |  |                       |  |  |                                  |  |
| Maria Amalia d'Asburgo         |                                     | Giuseppe I d'Asburgo                         |                                             |  |  |       |  |  |                       |  |  |                                  |  |
|                                |                                     | Guglielmina Amalia di Brunswick-Lüneburg     | Giovanni Federico di Brunswick-Lüneburg     |  |  |       |  |  |                       |  |  |                                  |  |
|                                |                                     | Guglielmina Amalia di Brunswick-Lüneburg     | Giovanni Federico di Brunswick-Lüneburg     |  |  |       |  |  |                       |  |  |                                  |  |
|                                |                                     | Guglielmina Amalia di Brunswick-Lüneburg     | Benedetta Enrichetta del Palatinato         |  |  |       |  |  |                       |  |  |                                  |  |
|                                |                                     | Guglielmina Amalia di Brunswick-Lüneburg     |                                             |  |  |       |  |  |                       |  |  |                                  |  |